# Jeppe Curth
Jeppe Lund Curth (født 21. marts 1984 i Farum, Danmark) er en dansk tidligere fodboldspiller og nuværende formand for Spillerforeningen
Som aktiv fodboldspiller spillede han blandt andet for de hollandske klubber Feyenoord og SBV Excelsior, hvor han tilbragte en række af sine ungdomsår og de første seniorår. Og over 200 kampe for de 4 dobbelte danske mestre fra AaB og 65 mål. Han skiftede herefter tilbage til Danmark, hvor han spillede for AaB, FC Midtjylland og Viborg FF, inden han stoppede karrieren i en alder af 33 år i august 2017.
Han har spillet 43 kampe og scoret 15 mål for forskellige danske ungdomslandshold, inklusive U/21-landsholdet.

## Karriere
Curth skrev som 16-årig under på en ungdomskontrakt med Farum BK, og i de følgende år spillede han for på ungdomslandsholdene. I april 2001 skiftede han til den hollandske klub Feyenoord, hvor han spillede i to år. Desuden modtog han i 2002 Arlas Talentpris som årets U/19-landsholdsspiller.
Curth havde svært ved at komme med i Feyenoords trup og blev i sæsonen 2004-05 udlånt til Excelsior, hvor han fik sin debut på seniorniveau og scorede 8 mål i 19 kampe.
I Onside på TV3 udtalte han i en udsendelse at han blev mobbet i tiden i Holland, og derfor blev ensom og isoleret. Senere løb han også ind i en lang skade.

### AaB
Da hans kontrakt med Feyenoord udløb i 2005 vendte han hjem til Danmark for at spille for AaB i Superligaen. Han skiftede mellem at være offensiv midtbane og angriber, men blev i 2006-07 fast mand i angrebet sammen med svenske Rade Prica. I Superligaen 2007-08 har Curth haft stor succes og været den mest scorende spiller i Superligaen og var kraftigt medvirkende til at AaB kunne hjembringe det danske mesterskab. 
I sommer-transfervinduet i 2013 blev han udlejet til FC Midtjylland på en lejeaftale til januar 2014. Han fik debut for FC Midtjylland hjemme på MCH Arena imod FC Nordsjælland 16. september 2013. Han blev lejet fra sommeren 2013 til udgangen af efterårssæsonen.
Efter det halve år i FC Midtjylland vendte Curth tilbage til AaB. Det blev i løbet af den efterfølgende forårssæson offentliggjort, at Jeppe Curth stoppede i AaB ved sæsonens udgang. Han forlod AaB i sommeren 2014 efter at have fejret sit 2. danske mesterskab med klubben.

### Viborg FF
Efter stoppet i AaB indgik Curth i sommeren 2014 en aftale med Viborg FF frem til udgangen af 2017.  Han debuterede i 1. division mod AC Horsens, men måtte lade sig udskifte allerede efter 25 minutters spil med en hjernerystelse efter en hovedstødsduel.
Han stoppede karrieren i en alder af 33 år i august 2017. Han skulle i stedet være ny formand for Spillerforeningen, hvor han overtog posten fra Thomas Lindrup.

## Titler

### Klub
AaB
- Superligaen (2):  2007-08, 2013-14
- DBU Pokalen (1): 2014

### Individuel
- 2008: Topscorer i Superligaen 2007-08 med AaB (17 mål)
- 2002: Årets unge spiller